# Zeeasterknoopvlekje
Het zeeasterknoopvlekje (Eucosma tripoliana) is een vlinder uit de familie bladrollers (Tortricidae). De wetenschappelijke naam is voor het eerst geldig gepubliceerd in 1880 door Barrett.
De soort komt voor in Europa.